# Barbara Thums
Barbara Thums (* 1964) ist eine deutsche Germanistin und Universitätsprofessorin.

## Leben
Barbara Thums studierte von 1985 bis 1993 Germanistik und Geschichte an der Universität Tübingen und an der FU Berlin mit dem Abschluss als Magistra artium. Nach der Promotion in Tübingen 1998 war sie von 1999 bis 2001 Postdoktorandin am Graduiertenkolleg „Klassizismus und Romantik“ der Universität Gießen. Ihre Habilitation erfolgte 2005 in Tübingen. Im Jahr 2006 übernahm sie eine Lehrstuhlvertretung an der Universität Würzburg und wirkte danach bis 2016 als Akademische Rätin und Akademische Oberrätin an der Universität Tübingen, wo sie 2011 zur außerplanmäßigen Professorin ernannt wurde. 
Seit 2016 lehrt sie an der Universität Mainz als Universitätsprofessorin für Neuere Deutsche Literaturgeschichte mit den Schwerpunkten Literatur des 18. Jahrhunderts und der Gegenwart. 2017 wurde sie zur Sachverständigen der Klasse der Literatur der Akademie der Wissenschaften und der Literatur ernannt.
Ihre Forschungsschwerpunkte sind Literatur und Anthropologie, Ethik und Ästhetik, Wissenspoetik sowie Literatur-, Kultur- und Medientheorie.

## Publikationen (Auswahl)

### Als Autorin
- „Den Ankünften nicht glauben wahr sind die Abschiede“. Mythos, Gedächtnis und Mystik in der Prosa Ilse Aichingers. Zugl. Dissertation. Rombach, Freiburg i. Br. 2000, ISBN 3-7930-9251-8.
- Aufmerksamkeit. Wahrnehmung und Selbstbegründung von Brockes bis Nietzsche. Fink, München/Paderborn 2008, ISBN 978-3-7705-4505-6.
- „Es müsste ein riesiger Sturm kommen, der den ganzen Dreck hinwegfegte“. Müll-Obsessionen und Reinigungsbegehren in Rolf Dieter Brinkmanns „Rom, Blicke“. In: David-Christopher Assmann, Norbert Otto Eke, Eva Geulen (Hrsg.): Entsorgungsprobleme. Müll in der Literatur. Erich Schmidt, Berlin 2015, ISBN 978-3-503-15558-3, S. 97–116.
- Literarische Krisenreflexionen im Zeichen der Ökologie. Mensch-Umwelt-Beziehungen in Annette von Droste-Hülshoffs Dichtung. Wehrhahn-Verlag, Hannover 2021, ISBN 978-3-86525-854-0.

### Als Herausgeberin
- mit Britta Herrmann: „Was wir einsetzen können, ist Nüchternheit“. Zum Werk Ilse Aichingers. Königshausen und Neumann, Würzburg 2001, ISBN 3-8260-2091-X.
- mit Annette Wehrberger: Was übrig bleibt. Von Resten, Residuen und Relikten. Trafo, Berlin 2009, ISBN 978-3-89626-721-4.
- mit Roland Borgards, Frederike Middelhoff: Romantische Ökologien. Vielfältige Naturen um 1800. Metzler, Berlin 2023, ISBN 978-3-662-67185-6.